# Malina Weissman
Malina Opal Weissman (New York, 12 maart 2003) is een Amerikaanse actrice. Ze begon haar carrière met haar rol als de jonge April O'Neil in de Teenage Mutant Ninja Turtles-film uit 2014.

## Filmografie

### Film
- 2016 Nine Lives - Rebecca Brand
- 2016 Thirsty - Meisje in het roze
- 2014 Teenage Mutant Ninja Turtles - Jonge April O'Neil

### Televisie
- 2017 - 2019 A Series of Unfortunate Events - Violet Baudelaire
- 2015 - 2017 Supergirl - Jonge Kara Zor-El
- 2015 - 2016 Difficult People - Renee Epstein

- Virtual International Authority File: 64150030761910962731